# الدوري المغربي لكرة القدم 1974–75
الدوري المغربي لكرة القدم 1974-1975 هو الموسم 19 من البطولة الوطنية المغربية لكرة القدم . يتنافس خلاله 16 من أفضل الأندية الوطنية المغربية.توج بهذا الموسم فريق مولودية وجدة .